# 안드리네 헤게르베르그
안드리네 스톨스모 헤게르베르그(노르웨이어: Andrine Stolsmo Hegerberg, 1993년 6월 6일 ~ )는 노르웨이의 여자 축구 선수이다. 포지션은 미드필더이며, 현재 이탈리아 세리에 A 펨미닐레의 AS 로마 소속이다. 노르웨이의 여자 축구 선수인 아다 헤게르베르그의 언니이기도 하다.

## 클럽 경력
어린 시절에는 여동생인 아다 헤게르베르그와 함께 순달 포트발에서 선수 생활을 했으며 2009년부터 2011년까지 콜보튼 포트발에서 선수 생활을 했다. 2012년에는 여동생과 함께 스타베크 포트발 크빈네르로 이적했고 2012 시즌에서 팀의 톱세리엔 준우승, 노르웨이 여자컵 우승을 이끌었다.
2013년 1월에는 여동생과 함께 독일의 1. FFC 투르비네 포츠담으로 이적했고 2012-13 시즌에서 팀의 프라우엔-분데스리가 준우승, 여자 DFB-포칼 준우승을 이끌었다. 2013년 여름에는 스웨덴의 다말스벤스칸 소속 클럽인 코파르베리/예테보리 FC로 이적했고 2016년 6월 15일에는 잉글랜드의 FA 여자 슈퍼리그 소속 클럽인 버밍엄 시티 LFC로 이적했다.
2018년 1월에 프랑스 디비지옹 1 페미닌 소속 클럽인 파리 생제르맹으로 이적해 2019년 5월까지 활동했다. 2019년 7월에는 이탈리아 세리에 A 펨미닐레 소속 클럽인 AS 로마로 이적했다.

## 국가대표 경력
2011년 UEFA U-19 여자 축구 선수권 대회에서 노르웨이의 준우승을 견인했으며 일본에서 개최된 2012년 FIFA U-20 여자 월드컵에서는 여동생과 함께 참가했다. 특히 캐나다와의 조별 예선 경기에서는 안드리네와 아다 헤게르베르그 자매가 1골씩을 기록하여 노르웨이의 2-1 승리를 견인했다.
2012년 1월 17일에 열린 스웨덴과의 친선 경기에 출전하면서 노르웨이 여자 축구 국가대표팀 선수로 데뷔했으며 2016년 9월 15일에 열린 카자흐스탄과의 UEFA 여자 유로 2017 예선 경기에서 자신의 국가대표팀 첫 골을 기록했다. 네덜란드에서 개최된 UEFA 여자 유로 2017에는 여동생과 함께 참가했으나 노르웨이는 해당 대회의 조별 예선에서 졸전 끝에 3전 전패로 탈락했다.

## 수상

### 클럽
스타베크
- 노르웨이 여자컵 1회 우승 (2012)
- 톱세리엔 1회 준우승 (2012)

1. FFC 투르비네 포츠담
- 프라우엔-분데스리가 1회 준우승 (2012-13)
- 여자 DFB-포칼 1회 준우승 (2012-13)

파리 생제르맹
- 쿠프 드 프랑스 페미닌 1회 우승 (2017-18)

### 국가대표
- 2011년 UEFA U-19 여자 축구 선수권 대회 준우승